# Ruben Charles Laurier
Pour l’article homonyme, voir Laurier.
Ruben Charles Laurier (26 décembre 1868-26 septembre 1947) est un médecin et homme politique fédéral du Québec.
Né à Lachenaie, aujourd'hui Terrebonne, dans la région de Lanaudière, Laurier étudi au Collège de L'Assomption et à l'Université Laval à Montréal.
Élu député du Parti libéral du Canada dans la circonscription fédérale de L'Assomption lors de l'élection partielle déclenchée après le décès du député Romuald-Charlemagne Laurier en 1906, il ne se représenta pas en 1908. Tentant un retour en politique à titre de Libéral protectionniste (en), il fut défait par le libéral officiel Fernand Rinfret dans la circonscription montréalaise de Saint-Jacques en 1925.